# Susanne Sundfør
Susanne Aartun Sundfør, född 19 mars 1986 i Haugesund, är en norsk sångare och låtskrivare.

## Musik
Susanne Sundfør har spelat både jazz och klassisk musik, och har utvecklat en egen blandningsstil med influenser från båda delar. Hon har allt eftersom fört in många element från genren electronica. 
Hon har varit förband åt bland annat Marit Larsen och Minor Majority. 2006 uppträdde hon på by:Larm i Tromsø. Sundfør gav ut sitt självbetitlade debutalbum i mars 2007, och tog emot Spellemannprisen 2007 i klassen Kvinnlig artist. Ane Brun hade veckan före utdelningen sagt att könsskillnaden i priserna var "antikvarisk". För albumet blev hon också nominerad till Årets nykomling under Spellemannprisen 2007 och till Alarmprisen 2007 i klasserna Pop och Nykomling.
Susanne Sundfør var en av fyra artister och band som mottog a-ha-stipendet i samband med a-has avskedsturné 2010. Stipendiets belopp var på en miljon norska kronor och delades ut for att hjälpa unga och lovande norska artister som vill satsa på en internationell karriär. För sitt tredje album, The Brothel, vann hon Spellemannprisen 2010 i klassen Populärkompositör. Hon nominerades också i klasserna Kvinnlig artist och Textförfattare, men valde att dra sig ur klassen Kvinnlig artist eftersom hon var kritisk till att manliga och kvinnliga artister värderas var för sig. Albumet var också ett av tolv nominerade till det nyupprättade nordiska priset Nordic Music Prize, som blev delat ut under by:Larm 2011. 2012 gav hon ut sitt fjärde studioalbum, The Silicone Veil. För albumet nominerades hon till Spellemannprisen 2012 i klassen Pop. Samtidigt blev videon till låten "The Silicone Veil", som regisserades av Luke Gilford, nominerad till årets musikvideo.
I mars 2013 blev det känt att Susanne Sundfør tillsammans med Anthony Gonzalez i bandet M83 hade skrivit en låt till den amerikanska filmen Oblivion vilken hade premiär 12 april 2013. Låten med samma namn är ledmotivet till filmen. Den 16 april 2013 släpptes albumet The Silicone Veil i USA. 
2015 kom albumet Ten Love Songs. I Spellemannprisen 2015 vann hon popsolist, årets album och årets producent, och "Delirious" var nominerad till årets låt.
2017 kom Music for People in Trouble. För det vann hon Nordic Music Prize och blev nominerad till Spellemannprisen i kategorierna popsolist och årets album. 2018 fick hon Gammleng-prisen i klassen musiker.
Sundfør har tidigare varit medlem i bandet Hypertext.

## Familj
Sundfør är barnbarn till språkforskaren Kjell Aartun. Framsidan på hennes album, blómi (2023), är en barndomsfoto tillsammans med honom.

## Diskografi

### Studioalbum
- Susanne Sundfør (2007)
- The Brothel (2010)
- The Silicone Veil (2012)
- Ten Love Songs (2015)
- Music for People in Trouble (2017)
- blómi (2023)[9]

### Livealbum
- Take One (2008)
- A Night At Salle Pleyel (2011)
- Music for People in Trouble (2019)

### Singlar
- Walls (2006)
- Resign (2007)
- It's All Gone Tomorrow (2010)
- The Brothel (2011)
- Turkish Delight (remixes) (2011)
- White Foxes (2012)
- The Silicone Veil (2012)
- Fade Away (2014)
- Delirious (2015)
- Kamikaze (2015)
- Accelerate (2015)
- Undercover (2017)
- Mountaineers (feat. John Grant) (2017)
- When The Lord (2020)

### Musikvideor
- The Brothel
- White Foxes
- The Silicone Veil
- When The Lord